# 朱頤堀
安丘温僖王朱颐堀（？—1599年），明朝魯藩第五代安丘王，安丘榮恪王朱觀熑的嫡長子。
嘉靖十八年（1539年）朱颐堀袭封安丘王。好学秉礼，谙熟典故。魯藩藩府中有重大疑难，便到他那里做决定。一意韬光养晦，监司守令很少能见到他的面。年七十余岁，还是手不释卷。在位郡王之位六十年，万历二十七年（1599年），朱颐堀去世，諡號温僖。其嫡長子朱寿鏛早卒，万历三十三年（1605年）以朱寿鏛的嫡長子朱以浩袭封安丘王。